# Вулиця Сухова (Мелітополь)
Вулиця Сухова — вулиця у Мелітополі. Починається у дворах біля проспекту Богдана Хмельницького, йде на південь паралельно Монастирській вулиці і закінчується перетином з провулком Сєдовців. Забудована приватними будинками.

## Назва
Вулиця названа на честь Василя Арсентьевича Сухова (1912—1943) - Героя Радянського Союзу, який загинув під час звільнення Мелітополя.

## Історія
Вулиця виникла під назвою Дачна. 18 жовтня 1946 року перейменована на вулицю Сухова.